# 安昙野市
安昙野市（日语：／ Azumino shi */?）是位於日本长野县中西部的城市。是名來自合併前的安曇郡（1879年被分割為南安曇郡和北安曇郡），而安曇郡的名稱則是源自日本彌生時代以海上勢力聞名的「安曇族」。

## 历史
- 2005年10月1日由南安曇郡豐科町、穗高町、三鄉村、堀金村和東筑摩郡明科町合併而成。

## 交通

### 鐵路
- 东日本旅客铁道
  - 大糸线：梓橋車站 - 一日市場車站 - 中萱車站 - 南豐科車站 - 豐科車站 - 柏矢町車站 - 穗高車站 - 有明車站 - 安曇追分車站
  - 篠之井线：田澤車站 - 明科車站

### 道路
國道19号

## 大王山葵農場
境內的大王山葵農場曾被黑澤明選為電影《夢》的拍攝地點之一，被用作世外桃源的影像，聞名日本全國。